# Mustafa Doğan
Mustafa Doğan [d̪o̞ˈɑn̪] (* 1. Januar 1976 in Yalvaç, Provinz Isparta, Türkei) ist ein ehemaliger deutscher Fußballspieler.

## Sportliche Laufbahn

### Vereinskarriere
Der in der Türkei geborene Verteidiger, der mit seiner Familie als Zweijähriger nach Deutschland kam und in Moers aufwuchs, durchlief die Jugend-Mannschaften des TV Asberg und Bayer 05 Uerdingen und wurde vom damaligen Trainer Friedhelm Funkel als 17-Jähriger beim FC Bayer 05 Uerdingen (heute KFC Uerdingen 05) in den Kader der Profimannschaft berufen. Sein Debüt für die erste Herrenmannschaft der 05er gab der Defensivspieler dann am 33. Spieltag der Spielzeit 1993/94, am 15. Mai 1994, beim 3:1-Auswärtssieg gegen den Wuppertaler SV. Funkel wechselte ihn damals in der 89. Minute für Axel Jüptner ein. Am Saisonende stand der Aufstieg in die erste Liga fest. Seinen Durchbruch schaffte er erst zwei Jahre später. In der Saison 1995/96 absolvierte Mustafa 28 Bundesligaspiele und gehörte zum Stammaufgebot des KFC. Zum Ende der Saison stand fest, dass der Verein den Gang in die 2. Liga antreten musste. Sein Debüt in der ersten deutschen Liga gab Doğan bereits zur Vorsaison, am 19. November 1994 gegen Werder Bremen. Da Doğan, der die Nachwuchsnationalmannschaften des DFB durchlaufen hatte, sich auf hohem Niveau etablieren wollte, hoffte er auf ein Engagement bei einem Spitzenverein der Bundesliga. Die von den Uerdingern geforderte Ablösesumme von 2,3 Millionen Mark wollte jedoch kein deutscher Klub aufbringen – dafür aber der türkische Top-Verein Fenerbahçe Istanbul, zu dem er 1996 wechselte.
Seine Rechnung, sich mit einem Stammplatz bei einem renommierten Verein und erhöhter Präsenz in europäischen Vereinswettbewerben stärker für die deutsche A-Nationalmannschaft empfehlen zu können, ging allerdings nicht auf. Bei Fener schaffte er auf Anhieb den Sprung in die Startelf. Zu seinen größten Erfolgen in sieben Jahren bei den Gelb-Dunkelblauen gehört der Vize-Meistertitel 1998 und 2002 sowie die Meisterschaft 2001 unter Trainer Mustafa Denizli.
2003 kehrte Doğan nach Deutschland zurück, doch sein Engagement beim 1. FC Köln war nicht von Erfolg gekrönt. Während des einen Jahrs bei den Kölnern gelang ihm aber sein erster und einziger Bundesligatreffer in insgesamt 56 Bundesligaspielen. Beim 1:0-Erfolg am 18. Oktober 2003 köpfte er sein Team zum Erfolg über den SC Freiburg. Nach dem Kölner Abstieg wechselte er wiederum in die Türkei, diesmal zu Beşiktaş Istanbul. Wieder in Istanbul, spielte Doğan noch weitere drei Jahre in der Süper Lig. Nach der Saison 2006/07 beendete er seine Karriere. Zum Abschluss konnte er mit dem Klub 2007 den Ziraat Türkiye Kupası, den türkischen Pokal, gewinnen. Im Finale siegten die Istanbuler mit 1:0 nach Verlängerung gegen Kayseri Erciyesspor. Doğan war jedoch nur Zuschauer. Schon im Vorjahr gewann der Defensivspieler mit Beşiktaş den nationalen Cup-Wettbewerb. Kurz danach sicherte sich das Team auch den Türkiye Süper Kupası (Türkischer Supercup).

### Auswahleinsätze
Zwischen 1996 und 1998 bestritt Doğan, der 1992 die deutsche Staatsbürgerschaft angenommen hatte, 19 Spiele mit der deutschen U-21-Auswahl. Bei der EM-Endrunde 1998 in Rumänien belegte die DFB-Nachwuchself um Michael Ballack und Lars Ricken nach ihrer 0:1-Auftaktniederlage gegen Griechenland mit zwei anschließenden Siegen den 5. Platz.
1999 berief ihn der damalige DFB-Teamchef Erich Ribbeck aufgrund von Personalnot in das Aufgebot der A-Mannschaft für den Confederations Cup in Mexiko. Hier kam Doğan am 30. Juni im dritten und letzten Gruppenspiel, beim 0:2 gegen die USA, als Einwechselspieler zum Einsatz. Damals wurde der Abwehrspieler kurz vor der Halbzeit für Jörg Heinrich eingewechselt. Ein paar Monate darauf, am 9. Oktober 1999, wurde er eine Minute vor dem Ende des EM-Qualifikationsspiels gegen die Türkei (0:0) erneut eingewechselt. Am Ende seiner Karriere blieben diese zwei A-Nationalmannschaftsspiele für ihn notiert.

## Erfolge
- Bayer 05 Uerdingen
  - Vizemeister der 2. Bundesliga und Aufstieg in die Bundesliga: 1993/94

- Fenerbahçe Istanbul[11]
  - Premierminister-Pokalsieger: 1998
  - Atatürk-Pokalsieger: 1998
  - Türkischer Meister: 2001

- Beşiktaş Istanbul[11]
  - Türkischer Pokalsieger: 2006, 2007
  - Türkischer Supercupsieger: 2006 (ohne Einsatz)[12]

## Weiterer Werdegang
Nach seiner Laufbahn als Profifußballer wurde Doğan Fernsehkommentator im türkischen Fernsehen und wohnte in Istanbul.
2017 war Doğan für einige Monate unter der Ägide des Fußballtrainers Mustafa Denizli beim türkischen Zweitligisten Eskişehirspor als Co-Trainer tätig und sie erreichten das Aufstiegsplayoff-Finale, welches sie erst im Elfmeterschießen verloren und somit knapp den Aufstieg verpassten. Des Weiteren ist er im Vereinsrat Mitglied, Mitgliedsnummer 1200, von Eskişehirspor.